# فيليب يفبفر (ممثل)
فيليب يفبفر (بالفرنسية: Philippe Lefebvre)‏
```
هو 
كاتب سيناريو
 
ومخرج
 
وممثل
 
فرنسي
، ولد في 17 ديسمبر 1968.
[
2
]
[
3
]
[
4
]
```

## أعمال

### أفلام
- (2006) لا تخبر أحدا
- (2016) مرسيليا

## وصلات خارجية
- فيليب يفبفر على موقع IMDb (الإنجليزية)
- فيليب يفبفر على موقع ألو سيني (الفرنسية)
- فيليب يفبفر على موقع قاعدة بيانات الأفلام السويدية (السويدية)
- فيليب يفبفر على موقع قاعدة بيانات الفيلم (الإنجليزية)
- فيليب يفبفر على موقع كينوبويسك (الروسية)